# Staden och lågorna
Staden och lågorna är en roman från 2012 av den svenske författaren Jerker Virdborg. Handlingen följer en man som hamnat i en gåtfull stad med trånga gränder och hög våldsbrottslighet.

## Mottagande
Josefin Holmström skrev i Svenska Dagbladet: "Antingen köper man Virdborgs kryptiska attityd och blir glad över att få använda sin slutledningsförmåga och fantasi under läsningen, eller så blir man irriterad och undrar om författaren själv vet vad som egentligen försiggår i hans romaner och varför han i så fall inte har lust att dela med sig av den vetskapen till oss läsare. För min del så köper jag det, helhjärtat. Och Staden och lågorna är faktiskt i mångt och mycket avsevärt tydligare än somligt annat Virdborg skrivit, utan att för den sakens skull göra avkall på det värdefulla osäkerhetsmomentet." I Upsala Nya Tidning skrev Magnus Dahlerus att boken har "kafkakvaliteter". Dahlerus spekulerade kring eventuella politiska allegorier, men slog fast att Virdborgs böcker inte bör läsas på det sättet: "De är fiktion, och all bra fiktion har något att göra med hur det är att vara människa. Framför allt är Staden och lågorna, liksom Virdborgs andra böcker, en fungerande helhet i sig själv - en spännande, märklig och samtidigt glasklar berättelse. Den nya romanen är om möjligt en ännu starkare författarprestation än tidigare." I Tidningen Vi nummer 11 2012 skrev Marie Peterson:
"Virdborg känner mardrömmens alla vidriga komponenter, och hans skcklighet när han detaljerat skriver fram detta helvete, väcker beundran. Men det är något annat jag gillar. Virdborg placerar läsaren i laglöst land. Han förklarar näst intill ingenting. Här finns inget facit, men ett lysande exempel på den stora frihet litteraturen erbjuder - att skapa det man vill. Det man måste."